# Seconda battaglia di Machecoul
La seconda battaglia di Machecoul è stata una battaglia della prima guerra di Vandea combattuta il 11 giugno 1793 a Machecoul.

## La battaglia
L'11 giugno, François Charette si presenta dinanzi a Machecoul difesa dal generale Boisguyon ed il colonnello Prat del 34º reggimento di fanteria con al comando 2 500 uomini. Secondo una lettera indirizzata dall'amministrazione del dipartimento al generale Canclaux, le forze di Charette ammontavano a 30 000 uomini, ma un altro documento ne stima tra i 10 000 e i 12 000 uomini, stima più vicina alla realtà.
Una parte del 34º fanteria si era posizionato con l'artiglieria davanti alla città vicino ai mulini, 300 uomini presidiarono il castello di Machecoul, 600 si misero dinnanzi ad esso e infine due distaccamenti con 6 pezzi di artiglieria ciascuno difendevano l'ospedale.
L'esercito vandeano si dispose innanzi al castello e all'ospedale e nei pressi dei principali ingressi della città, l'attacco fu simultaneo e la città fu, quindi, attaccata in più punti contemporaneamente. Gli ufficiali di Charette che circondavano la città attaccarono subito le postazioni dell'artiglieria repubblicani per impossessarsi dei cannoni e usarli contro il nemico, mentre nel frattempo venivano sconfitti i repubblicani a guardia del castello, dei 300 presenti solo 160 riuscirono a scappare inseguiti però dai vandeani che poco dopo erano riusciti ad entrare in città andando a combattere corpo a corpo per le vie della città contro i repubblicani ormai in fuga.
La battaglia era durata 4 ore, Boisguyon rimase gravemente ferito mentre il colonnello Prat era riuscito a scappare con i pochi superstiti del suo reggimento, i vandeani invece avevo perso un ufficiale Vrignaud i cui uomini per vendicare la sua morte uccisero 300 feriti repubblicani presenti nell'ospedale, che, nonostante gli sforzi, Charette non era riuscito a fermare. Alla fine faranno 600 prigionieri e prenderanno 18 cannoni, 29 cavalli, alcuni carri di viveri e 3 ambulanze, tra i prigionieri c'era anche un medico a cui Charette ordinò di curare i feriti repubblicani.